# جورج توبياس (قسيس)
جورج توبياس (بالإنجليزية: George Tobias)‏ هو قسيس ناميبي، ولد في 1882، وتوفي في 1974.